# Batalha de Stångebro
A Batalha de Stångebro (Slaget vid Stångebro) ocorreu em 25 de setembro de 1598, em Stångebro, na atual cidade de Linköping, na Suécia, opondo o exército do rei Sigismundo ao exército do seu tio, o duque Carlos, futuro Carlos IX da Suécia.

Como resultado do confronto Sigismundo perdeu o trono da Suécia.